# Carsten Köhrbrück
Carsten Köhrbrück (Berlín, Alemania Occidental, 17 de noviembre de 1967) es un atleta alemán retirado especializado en la prueba de 4x400 m, en la que ha conseguido ser subcampeón europeo en 1990.

## Carrera deportiva
En el Campeonato Europeo de Atletismo de 1990 ganó la medalla de plata en los relevos 4x400 metros, con un tiempo de 3:00.64 segundos, llegando a meta tras Reino Unido (oro) y por delante de Alemania del Este (bronce).